# Bridge Across Forever
Bridge Across Forever è il secondo album in studio del supergruppo statunitense Transatlantic, pubblicato il 9 ottobre 2001 dalla Inside Out Music.

## Tracce
Testi e musiche di Transatlantic, eccetto dove indicato.
1. Duel with the Devil – 26:43
2. Suite Charlotte Pike – 14:30
3. Bridge Across Forever – 5:32 (Neal Morse)
4. Stranger in Your Soul – 26:06

CD bonus nell'edizione speciale
1. Shine On You Crazy Diamond – 15:05 – originariamente interpretata dai Pink Floyd
2. Studio Chat – 4:51
3. And I Love Her – 7:56 – originariamente interpretata dai The Beatles
4. Smoke on the Water – 4:24 – originariamente interpretata dai Deep Purple
5. Dance with the Devil – 9:07
6. Roine's Demo Bits – 9:00
7. Interactive Section

## Formazione
Gruppo
- Neal Morse – voce, pianoforte, organo Hammond, minimoog, Fender Rhodes, sintetizzatore, chitarra aggiuntiva, mandolino
- Roine Stolt – chitarra elettrica e acustica, voce, mellotron, tastiera aggiuntiva, percussioni
- Pete Trewavas – basso, voce
- Mike Portnoy – batteria, voce

Altri musicisti
- The "Elite" Choir – cori (traccia 1)
- Keith Mears – sassofono (traccia 1)
- Chris Carmichael – violino, viola e violoncello (tracce 1 e 4)

Produzione
- Transatlantic – produzione
- Ed Simonton – ingegneria del suono presso i Dark Horse Sessions
- Stewart Every – sovraincisioni di Trewavas
- Rich Mouser – missaggio
- Vlado Meller – mastering presso i Sony Music Studios, New York